# Radawczyk (gmina Niedrzwica Duża)
Radawczyk – wieś w Polsce położona w województwie lubelskim, w powiecie lubelskim, w gminie Niedrzwica Duża.
| SIMC    | Nazwa      | Rodzaj    |
| ------- | ---------- | --------- |
| 0387016 | Duraczyzna | część wsi |
| 0387022 | Podgajki   | część wsi |

Wieś szlachecka położona była w drugiej połowie XVI wieku w powiecie lubelskim województwa lubelskiego. W latach 1975–1998 miejscowość administracyjnie należała do ówczesnego województwa lubelskiego.
Wieś stanowi sołectwo – zobacz jednostki pomocnicze gminy Niedrzwica Duża.
Przez wieś płynie mała rzeczka Ciemięga, będąca dopływem Krężniczanki. Nazwa Radawczyk jest pochodną nazwy sąsiedniej miejscowości Radawiec Duży. Oprócz Radawczyka istnieje jeszcze wspomniany Radawiec Duży, Radawczyk-Kolonia Pierwsza, Radawczyk Drugi oraz Radawiec Mały. Zamieszanie nazewnicze wywodzi się stąd, że gospodarstwa wchodzące obecnie w skład Radawczyka, Radawczyka-Kolonia Pierwsza, Radawczyka Drugiego zakładane były w pasie gruntów między Zemborzycami i Strzeszkowicami Dużymi a Tereszynem, Radawcem Dużym i wsią Babin. Na obszarze między dzisiejszym Radawczykiem a Radawczykiem Kolonią istniała wieś Boboszów, którą obecnie jest nieoficjalną nazwą dla przysiółka Radawczyka Drugiego.
Wierni Kościoła rzymskokatolickiego należą do parafii św. Andrzeja Boboli w Babinie.

## Historia

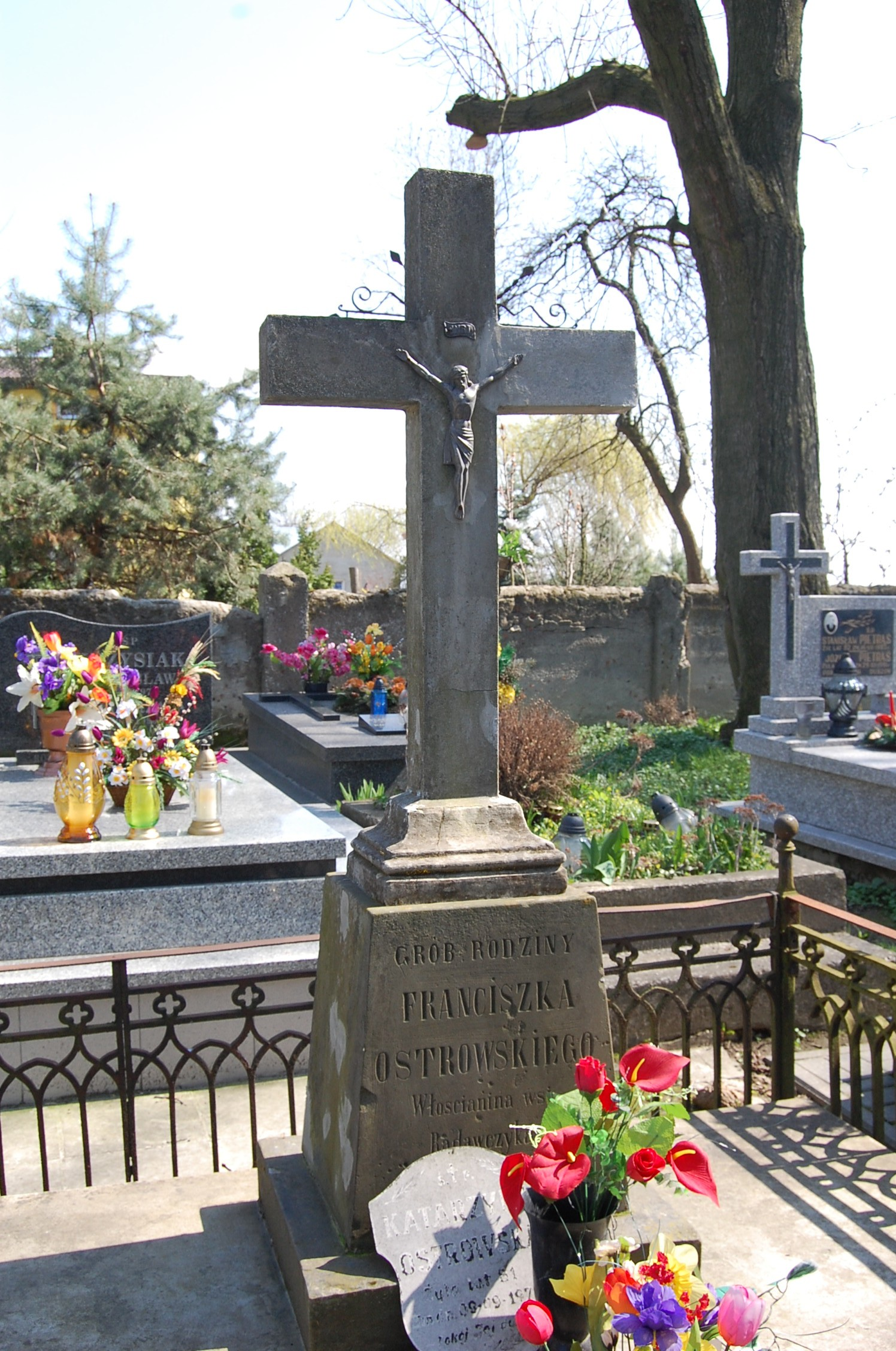
Grób rodzinny Franciszka Ostrowskiego, włościanina Radawczyka, na cmentarzu w Konopnicy

Pierwszy zapis o Radawczyku w formie „Radawcziko” pochodzi z roku 1418, w roku 1430 pisano „Radawczik” w 1443 „Parvus Radawczyk”.
Wieś była własnością szlachecką, w działach ksiąg ziemskich w wieku XV występują nazwiska znane z posiadania części w Niedrzwicy Kościelnej: Grot, Hektor z Niedrzwicy. W drugiej połowie XV wieku w roku 1479 dziedzicem był Jan Rybczowski.
Według Słownika geograficznego Królestwa Polskiego z roku 1888 Radawczyk stanowił folwark i dobra, w powiecie lubelskim, gminie Konopnica, parafii Niedrzwica, odległy 14 wiorst od Lublina. W dobrach młyn wodny i pokłady torfu.
Spis z roku 1827 wymienia 24 domy i 171 mieszkańców.
Dobra Radawczyk składały się w 1874 r. z folwarku Radawczyk, folwarku Boboszów, attynencji Konopnica „D”, rozległość dominalna dóbr wynosiła mórg 1834 (...).